# Кукан, Мурат Рашидович
Мурат Рашидович Кукан — актёр Национального театра Республики Адыгея им. И. Цея, народный артист Российской Федерации (2005).

## Биография
Мурат Рашидович родился 12 февраля 1950 года в ауле Тахтамукай. Окончил Адыгейский государственный университет (филологический факультет) в 1972 г. Поступил в Ленинградский Государственный Институт театра, музыки и кинематографии (драматический факультет класс профессора В. С. Андрушкевича) и окончил его в 1976 году по специальности актёр театра и кино. С 1976 года работает в театре Адыгеи. С 2006 по 2017 год - главный режиссёр Национального театра им. Цея. Женат, имеет троих детей, двух внучек. Является членом общественного совета при Министерстве внутренних дел Республики Адыгея.
За годы сценической деятельности Кукан сыграл более 150 ролей в классических и национальных постановках: Яго («Отелло» У. Шекспира), Оргон («Тартюф» Мольера), Боркин («Иванов» А. П. Чехова), шут («Двенадцатая ночь» У. Шекспира), Жорж Данден («Жорж Данден, или Одураченный муж» Мольера), Герострат («Забыть Герострата!» Г. И. Горина), Хачик («Женихи» Е. Мамия) и многие другие. Также актёр снимался в нескольких художественных фильмах и телесериалах, таких как «Блокпост» — роль участкового, и «Герой нашего времени» — перс-парикмахер. Кукан был ведущим и исполнителем главных ролей в ряде телевизионных проектов («Сказки Мурата», «Тёплая компания»).

## Фильмография
- 2004 — Карусель — эпизод

## Награды
- Заслуженный артист Российской Федерации (09.04.1996).
- Народный артист Российской Федерации (14.11.2005) (единственный народный артист России за всю историю адыгейского театра).
- Народный артист Республики Адыгея (28.12.2000).
- Заслуженный артист Абхазии и Кубани
- Удостоен высшей награды Республики Адыгея — медалью «Слава Адыгеи», а в сфере культуры — медалью Цуга Теучежа.